# Phou Bia
Phou Bia (em laociano: ພູເບັ້ຍ) é a montanha mais alta do Laos com 2819 m de altitude e 2079 m  de proeminência topográfica. Pertence à cordilheira Anamita (Truong Son).
Localiza-se no limite sul do planalto de Tran Ninh na província de Xiangkhoang. Encontra-se em zona militar restringida perto da base aérea abandonada de Long Chen, e por isso são escassos os visitantes estrangeiros. Artefactos explosivos por detonar complicam o acesso. Até julho de 2008, não se registou nenhuma subida conhecida por montanhistas estrangeiros nos últimos 30 anos.